# Costabona
El Costabona, o Pic de Costabona, és un massís de 2.465 m alt de la zona axial pirinenca del límit dels termes municipal de Setcases, a la comarca del Ripollès, i comunal de Prats de Molló i la Presta, de la del Vallespir, a la Catalunya del Nord.
Està situat a la línia de crestes que ve del pic de Roca Colom a través del Coll del Pal (2.374 m) i separa les valls del Tec (Vallespir) i del Ter (Ripollès).

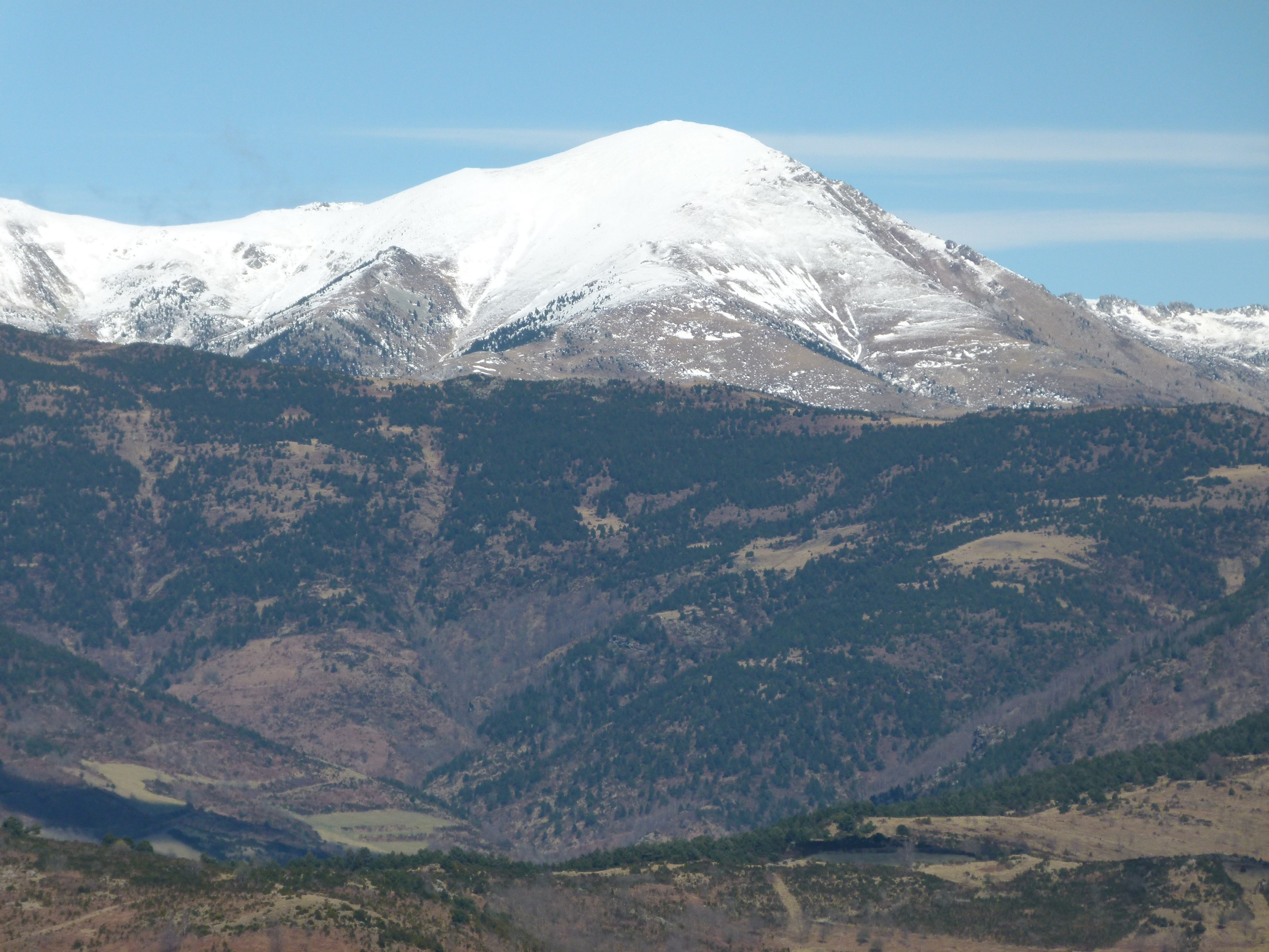
Vessant sud del Costabona

El cim, de tipus granític, és el darrer dels grans cims d'aquesta carena envers llevant. Ja no hi ha més enllà alçades que sobrepassin mai els 1.700 m. Al vessant meridional es formen el Torrent de Vall-llobre (a la Font de Fra Joan) i el Ritort (a les Deus d'en Sitjar), afluents del Ter per l'esquerra; el vessant septentrional limita la coma del Tec i, a l'est, domina l'Alt Vallespir (els Banys de la Presta i la vila de Prats de Molló). A uns 2.300 m d'altitud, al vessant oriental, dins el terme de Prats de Molló i la Presta (Vallespir), hi ha les Mines de Costabona, de scheelita (tungstat de calci), per a l'explotació de les quals ha estat construïda una pista forestal, actualment en força mal estat. A la capçalera del Torrent de Vall-llobre, dins el terme de Setcases (Ripollès), hi ha el refugi Costabona.
Al cim del Costabona hi ha una fita geodèsica (la de referència 293076001) i diverses creus, així com una caixa metàl·lica. La vista circular és amplíssima; hi destaca a l'est el golf de Roses i la Plana del Rosselló, separades per la serra de l'Albera. Cap al nord l'imponent massís del Canigó, les Esquerdes de Rojà i la coma del Tec, amb el Roca Colom i el roc de la Mort de l'Escolà. A l'oest hi ha els pics del circ d'Ulldeter, on destaca el Gra de Fajol i el Bastiments al seu costat.
El Costabona és un dels indrets més triats per les rutes de senderisme dels massís del Canigó.
Aquest cim està inclòs a la llistat dels 100 cims de la FEEC.